# Nuvujen Island
Nuvujen Island är en ö i Kanada.   Den ligger i territoriet Nunavut, i den östra delen av landet, 2 300 km norr om huvudstaden Ottawa. Arean är 3,6 kvadratkilometer.
Terrängen på Nuvujen Island är platt. Öns högsta punkt är 102 meter över havet. Den sträcker sig 4,2 kilometer i nord-sydlig riktning, och 1,4 kilometer i öst-västlig riktning.